# Liste der Metropoliten von Kiew
Im Folgenden die Liste der russischen und ukrainisch-orthodoxen Metropoliten von Kiew und ihre Amtszeiten:

## Kiewer Rus
- Michail I. (aus Syrien) 988-992
- Theophylakt oder Leon/Leonti (Leo) (Grieche) 992-1006/1008. Die Hierarchie von Rus wurde von ihm in 6 Diözesen aufgeteilt.
- Johannes I.  (Grieche) - 1007/1008 – vor 1035.
- Theopempt (Grieche) -  1035/38 – 1047/1049. Möglicherweise auch bekannt als Kyrill I.
- Hilarion (Russe/Ruthener) - 1051 – 1054. Wurde ohne Beteiligung von Konstantinopel ordiniert.

1054 fand die Spaltung zwischen der Westkirche und der östlichen Orthodoxie statt (siehe: Morgenländisches Schisma)
- Ephrem I. (1055–1061)[1]

- Grigorij (Grieche) - 1067/1072 - 1077/1079
- Johannes II. (Grieche) auch bekannt als Christos Prodromos - 1077/1081 - 1089
- Johannes III. (Grieche) 1089–1090/1091
- Ephrem II. (Grieche) - 1091/1092–1096/1097
- Nikolaj (Grieche) - 1097– vor 1006
- Nikifor I. (Grieche) - vor 1106–1121
- Nikita (Grieche) - 1122–1126

- Michail II (Grieche) - 1127/1129. kehrte nach Griechenland zurück, wo er starb 1145/1147. Während seiner Abwesenheit wurde die Kirche von Metropolit von Tschernihiw Onufrij geleitet

vakant
- Clemens von Smolensk (Russe) - 1147–1154. Wurde ohne Beteiligung von Konstantinopel ordiniert.
- Konstantin I. (1155–1158)

vakant
- Feodor (1161–1163)
- Johannes IV. (1164–1166)
- Konstantin II. (1167–1169)
- Michail III. (1171)
- Nikifor II. (1182–1198)
- Gavriil ?
- Dionisij I. (1205)

vakant
- Matfej (Grieche) - 1200/1209–1220. Nach ihm erwähnt eine der Quellen Nikita, eine andere Dionysius (ab 1217), während andere Quellen sie nicht erwähnen.

vakant
- Kyrill I (Grieche / Russe(?)) -  1224/1225–1229/1233. Einige Quellen erwähnen noch einen Kyrill (Russe) 1230 – 1236.
- Iosif I(Grieche) - 1236/1237 –  getötet während Belagerung von Kiew (1240) 1240 (siehe: Mongolische Invasion der Rus).

## Kiewer Metropoliten in Großfürstentum Moskau und Großfürstentum Litauen
- Kyrill II  (Russe/Ruthener) - wurde 1243 zum Metropoliten von Kiew mit der Unterstützung von Daniel von Galizien ernannt, doch als dieser später Unterstützung vom Papst Innozenz IV. suchte und Alexander Newski 1249 Großfürst von Kiew wurde, zog Kyrill 1250[1] nach Wladimir an der Klyazma um, wo er die Unterstützung von Alexander Newski erhielt[2].

1274 - Zweites Konzil von Lyon (ein Versuch, das Große Schisma zwischen der katholischen und der orthodoxen Kirche zu beenden). Das Konzil von Konstantinopel (1285) verurteilt die auf dem Zweites Konzil von Lyon vereinbarte Union der Kirchen.
- Maximus (Grieche) - 1283–1305. Metropolit mit dem Sitz in Wladimir.

1303 wurde von Fürst Juri von Galizien die Metropolie von Galizien (Halich) errichtet. Bestand aus den Diözesen von Wolodymyr-Wolynskyj, Przemyśl Luzk, Turow und Chelm. Erster Metropolit - Niphont (1302/1303 bis um 1305/1307).
- Peter (aus Galizien-Wolhynien) - 1307/1308–1326. Metropolit in Wladimir. Die beiden Metropolen in  Fürstentum Galizien und in Fürstentum Twer hatten ihre eigenen Kandidaten. Peter wurde jedoch von Konstantinopel gegen deren Willen zum Metropoliten für das gesamte Gebiet von Rus ernannt. Wurde von Fürstentum Twer nicht anerkannt. Im Jahr 1325 zog Peter auf die Einladung von Iwan I., den neuen Moskauer Führst, nach Moskau um. Kurz darauf in 1328 wurde das Fürstentum Twer nach dem Kampf mit Mongolen (siehe: Goldene Horde) dem Moskauer Fürstentum unterstellt.
- Theognostos (Grieche) - 1328/1329–1353. Wurde zuerst aus Konstantinopel nach Kiew geschickt, die nach der Schlacht am Irpen (1321) unter die Kontrolle von Großfürstentum Litauen stand. Später besuchte Theognostos auch andere Metropolen und zog eventuell nach Moskau. Die Metropolie von Galizien versuchte sich von seinem Einfluss zu trennen, was dazu führte, dass sie 1347 auf Ersuchen von Theognostos abgelöst wurde.

1352 wurde Theodorit von Großfürstentum Litauen zum Metropolit von Kiew und der ganzen Rus ernannt. Dies wurde jedoch nur von bulgarischen Patriarchen Euthymios von Tarnowo und nicht von Konstantinopel unterstützt. Als Reaktion darauf hat Konstantinopel 1353 den Metropolit Roman (1353-1362) nach Kiew geschickt (unter Roman befanden sich Eparchien von Polozk, Turow, Wolodymyr-Wolynskyj, Przemyśl, Luzk, Chełm, Tschernigiw, Smolensk, Brjansk und Belgorod) und den Metropolit Alexius (1354–1378) nach Moskau.
| Metropoliten von Kiew und der ganzen Rus mit Sitz in Moskau | Metropoliten von Kiew, der ganzen Rus und Litauen mit Sitz in Galizien, Litauen und Kiew |
| --- | --- |
| Alexius (1354–1378) | Theodorit (1352). Erst in Kiew, dann in Galizien. |
| Alexius (1354–1378) | Roman (1353-1362). Versuchte, hatte kurz den Status eines Metropoliten von Kiew und der ganzen Rus, wurde aber aufgrund der Beschwerde von Alexej 1355 nur zum Metropoliten von Litauen und Galizien ernannt. |
| Alexius (1354–1378) | *1371 - Wiederherstellung von Philotheos der Metropolie von Galizien in kleinerer Umfang unter Kasimir III. Metropolit Antonij (1371–1391).                                                                   |
| Alexius (1354–1378) | Kiprian (1375/1376 –1406). Im Jahr 1375/1376 wurde von Philotheos zum Metropoliten von Kiew, der ganzen Rus und Litauen ernannt. Er wurde jedoch in Moskau nicht akzeptiert und blieb daher in Kiew.          |
| 1381 wurde Kiprian in Moskau akzeptiert. Müsste die Stadt wegen Dmitri Donskoi in kurzer weile wieder verlassen und zog nach Kiew zurück. | |
| Pimen (1382–1384) | Kiprian (1375/1376 –1406) |
| Dionysius I (1384–1385) | Kiprian (1375/1376 –1406) |
| Nach dem Tod von Dmitri Donskoi zog Kiprian in 1390 nach Moskau um. Während der Zeit von Kiprian werden auch zwei andere Metropoliten (möglicherweise aus Galizien-Wolhynien) erwähnt - Gerontij und Zosima. Im Jahr 1401 wurde die Metropolie von Galizien wieder der Kiewer Metropolie unterstellt und damit aufgelöst. | |
| Photius (1408–1431). Erst kam nach Kiew. Ab 1410 in Moskau. 1416 wird die Metropole von ganz Rus in zwei Metropolen geteilt. | |
| Photius (1408–1431) | Grigorij Camblak (1416-1419) |
| Photius (1408–1431) wurde wieder zum Metropoliten von Kiew und Moskau ab 1420. | |
| Der Sitz in Moskau 6 Jahren leer | Gerasim (1433–1435). Hat versuchte auch, die Moskauer Kathedra zu bekommen. Er wurde vom Großfürsten Svitrigaila 1435 wegen Hochverrats zur Verbrennung verurteilt.                                           |
| Jonas - nach 1437. Jonas wurde ohne die Zustimmung des Patriarchen von Konstantinopel gewählt. | Isidor (1437–1441). |
| Nach seiner Rückkehr von der Konzil von Florenz im Jahr 1440 wurde Isidor in Großfürstentum Moskau inhaftiert, aus der er später nach Rom entkam. Er starb dort im Jahr 1463. | |

1458 ernannte der unierte Patriarch Gregor III. Mammas den unierten Bischof Gregor den Bulgaren (Grigorij II. Bolgarinowitsch (1458–1472)) zum Metropolit der neu gegründeten unierten Metropolitie Kiew. Er wurde aber weder in Kiew noch in Moskau akzeptiert und starb in litauischen Nawahrudak 1472. Nach dem Tod von Jonas in 1461 wurden die Metropolen wider aufgeteilt: Metropolit von Moskau und der ganzen Rus in Moskau (siehe Liste der Metropoliten und Patriarchen von Moskau) und Metropolit von Kiew und der ganzen Rus in Kiew.

## Königreich Polen-Lithauen
- Misail Pstrutsch (1474–1477) (vorher Bischof von Smolensk)
- Spiridon (1475–1482)
- Simeon (1482–1488)
- Iona Gnesna (1489–1494)
- Makarij Svyatyi (1495–1497)
- Iosif I. Bolgarinowitsch (1498–1500) (vorher Bischof von Smolensk)
- Iona II. (1502–1507)
- Iosif II. Soltan (1507–1521)
- Iosif III. (1522–1534)
- Makarij II. (1534–1556)
- Silvestr Belkewitsch (1556–1567)
- Iona III. Protasewitsch (1568–1577)
- Ilija Kutscha (1577–1579)
- Onisifor Dewotschka (1579–1588)
- Michail Ragosa (1588–1596)

Abspaltung der Ukrainisch-Katholischen Kirche, siehe Liste der Großerzbischöfe von Lemberg
Ab 1620 wurden wieder orthodoxe Bischöfe eingesetzt, als Metropoliten von Kiew, Galizien und Ruthenien.
- Hiob Borezki (1620–1631)
- Isaja Kopinskij (1631–1632) (vorher Bischof von Smolensk)
- Petro Mohyla (1632–1647)
- Silvester Kosiw (1647–1657)
- Dionisij Balaban (1657–1663) (vorher Bischof von Lutsk)
- Jossyf Tukalskyj-Neljubowytsch (1663–1675)
- Antonij Winnizkij (1676–1679)
  - Lazar Baranovych (1659–1661)
  - Mefodiy Fylymonovych (1661–1663)
  - Lazar Baranovych (1670–1685)
- Gedeon Tschetwertinskij (1685–1690)

## Russisches Reich
Bereits 1685 anerkannte Gedeon Tschetwertinskij (r. 1685–1690) seine Ernennung durch das Moskauer Patriarchat, entgegen dem Willen des Patriarchen von Konstantinopel. Von diesem Zeitpunkt an wurde der Titel Mepropolit von Kiew und der ganzen Rus durch den Titel Metropolit der Kleinrussland ersetzt, während die Privilegien beibehalten wurden. 1688 anerkannte aber Konstantinopel die Ernennung Gedeons, und unterstellte damit de facto die Metropolie Kiew dem Moskauer Patriarchat. Bis 1718 führten Gedeons Nachfolger ebenfalls den Titel Metropolit von Kiew, Galizien und Ruthenien.
- Gedeon Tschetwertinskij (1685/8–1690)
- Warlaam I. Jassynskyj (1690–1707)
- Ioasaf I. Krakowskij (1708–1718)

1718 Abschaffung der Metropolie durch Peter den Großen
- Warlaam II. Wanatowitsch (1722–1730), Einsetzung als Erzbischof durch Peter den Großen
- Rafajil Saborowskyj (1731–1747) (vorher Bischof von Pskow), 1731 als Erzbischof, 1743 Wiederherstellung der Metropolie
- Timofej Schtscherbazkij (1748–1757)
- Arsenij I. Mogiljanskij (1757–1770)

1767 entzog Katharina die Grosse dem Metropoliten den Titel „von ganz Ruthenien“, ab diesem Zeitpunkt Metropolit von Kiew und Galizien.
- Gabriil I. Kremenezkij (1770–1783) (vorher Erzbischof von St. Petersburg)
- Samuil Mislawskij (1783–1796) (vorher Bischof von Rostow)
- Ierofej Malizkij (1796–1799)
- Gabriil II. (1799–1803)
- Serapion Aleksandrowskij (1803–1822) (vorher Bischof von Kasan)
- Ewgenij Bolchowitinow (1822–1837) (vorher Bischof von Pskow)
- Filaret I. Amfiteatrow (1837–1858) (vorher Bischof von Rostow)
- Isidor Nikolskij (1858–1860) (danach Bischof von St. Petersburg)
- Arsenij II. Moskwin (1860–1876)
- Filofej Uspenskij (1876–1882) (vorher Bischof von Twer)
- Platon Gorodezkij (1882–1891)
- Joannikij Rudnew (1891–1900)
- Feognost II. Lebedew (1900–1903) (vorher Erzbischof von Nowgorod)
- Flawian Gorodezkij (1903–1915)
- Wladimir I. Bogojawlenskij (1915–1918) (vorher Erzbischof von St. Petersburg)
- Antonij II. Chrapowizki (1918–1924) (seit 1921 im Exil)
  - Nasarij (Blinow) von Cherkass, Erzbischof von Tobolsk, Administrator der Diözese Kiew 1919–1921

## Sowjetzeit (1921–1990)

### In Kommunion mit dem Moskauer Patriarchat (1921–1990)
Von 1921 bis 1990 hatte die Diözese eine partielle Autonomie unter dem Moskauer Patriarchat in der Form einer Exarchie.
- Michael (Jermakow) von Grodno und Brest (1921–1924), Exarch der Ukraine 1921–1929
- Georg Deliew, 1923–1928
- Makarius Karamzin, 1924, stellvertretender Bischof
- Sergius Kuminsky, 1925–1930, stellvertretender Bischof
- Dimitrij Werbizkij (1930–1932), Erzbischof
- Sergij Grischin (1932–1934), Erzbischof
- Konstantin III. Djakow (1934–1941), Exarch 1929–1937
- Alexander, 1937–1938
- Nikolai II. (1941–1944), Exarch unter dem Reichskommissariat Ukraine, von 1941 bis 1944 bestand außer dem die von Exarch Nicolai anerkannte  Ukrainische Autonome Orthodoxe Kirche.
  - Oleksii Hromadskyi, 1941–1943, Ukrainische Autonome Orthodoxe Kirche
  - Panteleimon Rudyk, 1943–1944, Ukrainische Autonome Orthodoxe Kirche
- Ioann V. Sokolow (1944–1964), Exarch
- Ioasaf II. Leljuchin (1964–1966), Exarch
- Filaret II. (Denyssenko)  (1966–1992), Exarch, von 1990 bis 1992 als Metropolit von Kiew und der Ukraine Haupt der Ukrainisch-orthodoxen Kirche Moskauer Patriarchats

### Schismatische Kirchen 1921–1941
Katakombenkirche (1923–1941)
- Tichon (Wasilewsky), 1923
- Nikolai (Fedotow),  1923–1924
- Aleksandr (Schtscherbakow), 1924
- Innokentij (Pustynskij), 1924–1929
- Juvenalij (Moschkowsky), 1928–1929
- Pimen (Pegow), 1929–1935
- Aleksandr (Tschekanowsky), 1935–1937
- Wladimir (Zlobin), 1938–1941

Metropoliten von Kiew und der ganzen Ukraine (selbsternannt)
Eine Ukrainische Autonome Orthodoxe Kirche bestand von 1921 bis 1936. Wasilij Lybkiwsky, weihte sich 1921 selber zum Metropoliten von Kiew und der ganzen Ukraine. Keine andere orthodoxe Kirche hat diese Kirche je anerkannt.
- Wasilij Lybkiwsky, 1921–1927
- Mykola Boretsky, 1927–1930
- Iwan Pawlowsky, 1930–1936

Synodale Autokephale Orthodoxe Ukrainische Kirche
Eine Synodale Autokephale Orthodoxe Ukrainische Kirche (Украинская автокефальная православная синодальная церковь)
bestand von 1923 bis 1937, eingesetzt von der „Renovationistischen“ (Обновленчество) Russischen Kirche.
- Pimen (Pegow), 1923–1935
- Oleksandr (Tschekanowskij), 1935–1937

Brüdervereinigung
1925 entstand außerdem eine Brüdervereinigung (Bratske obiednannia) der Autokephalen Orthodoxen Ukrainischen Kirchen, die 1937 wieder verschwand.
- Feofil Buldowskij, 1925–1937

Polnische Kirche
Während der deutschen Besetzung der Ukraine wurde 1942 durch die Polnische Orthodoxe Kirche die Autokephale Orthodoxe Kirche der Ukraine neu begründet, mit einem Administrator, der den Titel des Metropoliten von Lutsk und Kowel trug.
- Polikarp Sikorskij, 1942–1944

Diese Kirche verschwand mit dem Ende des deutschen Reichskommissariat Ukraine 1944. Dionizy, Metropolit von Warschau und ganz Polen, wurde 1944 als „Patriarch der ganzen Ukraine“ eingesetzt, aber eine Einwirkung auf die Ukraine wurde von der Sowjetunion untersagt.

## Metropoliten von Kiew seit 1990
Ukrainisch-orthodoxe Kirche Moskauer Patriarchats
- Filaret (Denyssenko) 1966–1990 Exarch, 1990–1992 als Metropolit, 1992 Abspaltung zur Ukrainisch-Orthodoxen Kirche des Kiewer Patriarchats
- Wolodymyr (1992–2014)
- Onufrij seit 2014

Metropolit Onufrij ließ am 27. Mai 2022 jede Erwähnung des Moskauer Patriarchats aus den Statuten der Kirche entfernen, dies aus Protest gegen die Unterstützung der militärischen Intervention Russlands im Donbas-Konflikt durch den Moskauer Patriarchen. Trotz diesem Schritt hat sich die Kirche nicht von ihrer Unterstellung unter die Russisch Orthodoxe Kirche losgesagt. Diesem Umstand wird Rechnung getragen in der vorläufigen Bezeichnung der Kirche als Ukrainisch-Orthodoxe Kirche (2022).
Ukrainische Autokephale Orthodoxe Kirche (1989–2018)
- Mstyslaw (1990–1993)
- Dymytrij (1993–2000)
- Mefodij (2000–2015)
- Makarij (2015–2018)

Ukrainisch-Orthodoxe Kirche des Kiewer Patriarchats (1992–2018)
- Mstyslaw (1992–1993)
- Wolodymyr (1993–1995)
- Filaret (Denyssenko) (1995–2018)

Orthodoxe Kirche der Ukraine (seit 2018)
Die Orthodoxe Kirche der Ukraine entsteht 2018 aus der Fusion der Ukrainisch-orthodoxen Kirche Kiewer Patriarchats (Filaret) und der Ukrainischen Autokephalen Orthodoxen Kirche (Makarij).
- Epiphanius (Dumenko), Metropolit von Kiew und der ganzen Ukraine, vormals Bischof von Perejaslaw und Bila Zerkwa (Kiewer Patriarchat)